# Helicodontium pendulum
Helicodontium pendulum là một loài Rêu trong họ Myriniaceae. Loài này được (Brid.) Lindb. mô tả khoa học đầu tiên năm 1883.